# 李佩先
李佩先（1922年—1963年1月23日），男，直隶（今河北）望都人，中华人民共和国政治人物。曾任中共保定地委书记处书记、专署专员。

## 生平
李佩先是直隶省望都县许庄村人。1938年，李佩先参加中国共产党领导的革命工作，同年10月加入中国共产党。1940年8月起，历任中共望都县一区区委副书记、书记。1942年7月，任中共望都县、定唐县二、四区区委书记。1945年4月，任中共定唐县委委员、组织部部长。1945年8月，任中共定北县、望都县委组织部部长。1946年9月，任三地委组织部干部干事、秘书。
1946年12月，李佩先任中共定县县委组织部委员。1947年7月，任三地委组织部秘书。1948年4月，任中共满城县委组织部部长、副书记。1949年2月，任中共定兴县委书记。1952年8月，任中共涿县县委书记。1952年10月，任中共保定地委委员。1953年7月，任中共保定地委常委、保定专区公安处处长。1955年2月，任中共保定地委书记处书记、副专员。1960年2月，保定专区、保定市合并后，李佩先任中共保定市委书记处书记兼保定市人民委员会市长。1961年5月，保定专区、保定市分设后，李佩先任中共保定地委书记处书记、专署专员。
在三年困难时期，李佩先带病工作，为解决食品供应困难而研究代食品，并为了群众的生命安全用自己做实验。为了促进全区农业生产，他力抓水利及防洪建设，常到各水库及白洋淀工地与民工同吃同住，现场办公解决问题。
1963年1月23日，因积劳成疾，李佩先病逝。